# Maximilian von Goldschmidt-Rothschild

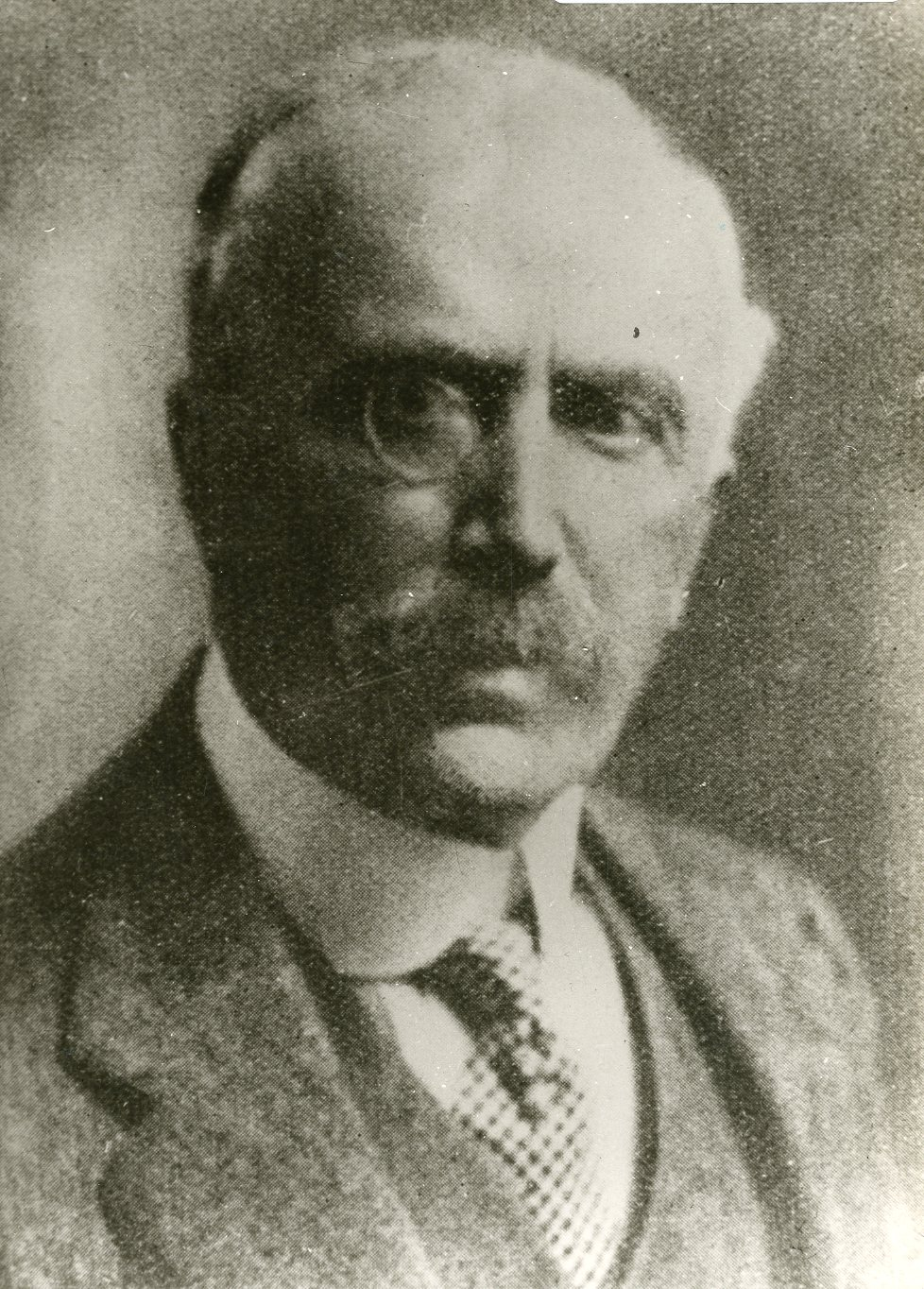
Max von Goldschmidt-Rothschild

Maximilian Benedikt Hayum Goldschmidt, ab 1903 von Goldschmidt-Rothschild und ab 1907 Freiherr von Goldschmidt-Rothschild (* 20. Juni 1843 in Frankfurt am Main; † 18. Februar 1940 ebenda) war ein deutscher Bankier, Kunstmäzen und Kunstsammler.

## Leben
Maximilian Goldschmidt trat 1862 in Frankfurt in die Bank B.H. Goldschmidt seines Vaters Benedikt Hayum Goldschmidt (1798–1873) ein, die er gemeinsam mit seinem Bruder Adolf Benedict Hayum Goldschmidt (1838–1918) bis ins Jahr 1900 führte. Danach entschieden sich die Brüder, das Bankgeschäft aufzugeben und Frankfurt zu verlassen. Während Adolphe zunächst nach Paris und dann nach London zog, ging Maximilian nach Berlin.
Nicht zuletzt durch seine Vermählung mit der Rothschild-Erbin Minna Karoline Freiin von Rothschild (1857–1905) im Jahr 1878 galt er als reichste Einzelperson in der reichsten Familie des Deutschen Reichs. Mit einem geschätzten Vermögen von 163 Millionen Goldmark war er reicher selbst als der deutsche Kaiser.

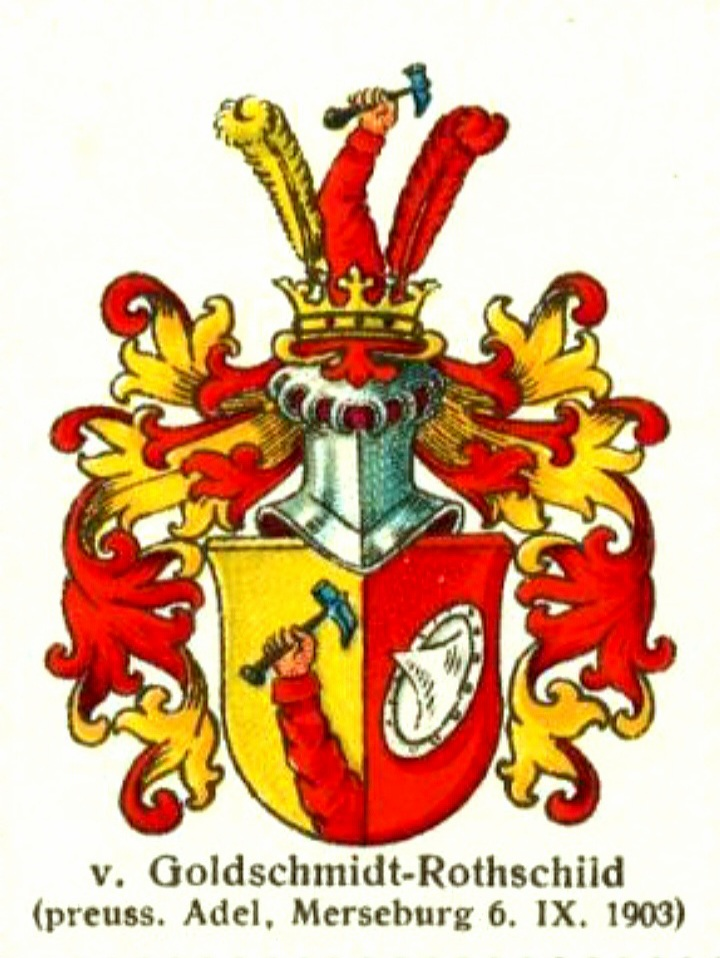
Das im Adelsbrief festgelegte Familienwappen

Nach dem Tod von Goldschmidts Schwiegervater, Wilhelm Carl Freiherr von Rothschild (1828–1901), dem letzten männlichen Rothschild in Frankfurt, bemühte Maximilian sich um eine Übernahme des Freiherrntitels und Ergänzung des Familiennamens um den Namen seiner Frau. Im Jahr 1902 wurde er als Nachfolger seines Schwiegervaters zum k.u.k. österreichisch-ungarischen Generalkonsul in seiner Heimatstadt Frankfurt ernannt. 1903 wurde er mit der Namensführung von Goldschmidt-Rothschild zunächst in den einfachen preußischen Adelsstand erhoben, 1907 folgte die Erhebung in den preußischen Freiherrnstand nach dem Erstgeburtsrecht und gebunden an den Besitz des Fideikommisslehens Niederweide (polnisch: Wroniawy) bei Wollstein im Landkreis Bomst (Provinz Posen). Darüber hinaus wurde seinem ältesten Sohn Albert 1911 gestattet, sich schon zu Lebzeiten des Vaters Freiherr zu nennen. Goldschmidt(-Rothschild) war die einzige Person jüdischen Glaubens, die während der 30-jährigen Herrschaft Wilhelms II. geadelt wurde. Damit sollte die Familie mit ihrem enormen Vermögen in Deutschland gehalten werden, zugleich wurde ihr Adelswunsch genutzt, um von ihr zu verlangen, als Voraussetzung für einen Titel im Rahmen der Germanisierungspolitik in Posen für mehrere Millionen Mark einen Großgrundbesitz zu kaufen.
1920 erwarb Maximilian von Goldschmidt-Rothschild zusammen mit seinen beiden Söhnen Albert und Erich das Bankhaus A. Falkenburger & Co (gegründet 1888) in Berlin und benannte es um in von Goldschmidt-Rothschild & Co. Eine in Frankfurt am Main im Dezember 1923 eröffnete Filiale der Bank musste bereits im September 1925 wieder geschlossen werden. Im Zuge der Weltwirtschaftskrise geriet das Unternehmen in eine Schieflage. Nachdem ein geplanter Verkauf an die Dresdner Bank 1931 gescheitert war, musste die Bank 1932 auf die staatliche Reichs-Kredit-Gesellschaft übertragen werden. Von 1933 bis 1936 wurde die Bank liquidiert. Gemeinsam mit Alfred Oppenheim und Martin Flersheim verließ er 1935 den Kunstgewerbeverein.
Im Juni 1937 wurde Goldschmidt von den Nationalsozialisten gezwungen, sein Grundstück in der Bockenheimer Landstraße 10, das er 1917 für 670.000 Goldmark erworben hatte, für 190.000 Reichsmark an die Stadt Frankfurt zu verkaufen. Im September 1938 folgte der Verkauf des mit dem Rothschild-Palais bebauten Park-Grundstücks für 620.000 Reichsmark. Das Palais wurde dann zu Wohnungen umgestaltet und vermietet. Danach durfte Goldschmidt darin bis zu seinem Tod als 96-Jähriger (1940) unter jetzt räumlich sehr eingeschränkten Verhältnissen als Mieter wohnen bleiben. Im November 1938 musste er seine Kunstsammlung von fast 1400 Gegenständen (Bilder, Möbel, Skulpturen, Teppiche, Porzellan, Fayence, Silber, Gläser) für 2.551.730 Reichsmark an die Stadt verkaufen. Das Palais wurde im Zweiten Weltkrieg zerstört, der Rothschildpark ist heute eine öffentliche Grünanlage.

## Familie
Maximilian von Goldschmidt-Rothschild entstammte der alten jüdischen Familie Goldschmidt, deren Ahnherren aus einer jüdischen Familie aus Nürnberg stammte, die im Jahr 1498 wie alle Juden aus Nürnberg vertrieben wurde. Im Jahr 1521 kaufte sich Mosche Goldschmidt († 1531) in Frankfurt das Haus Zum Goldenen Schwan in der Frankfurter Judengasse. Seit dem 18. Jahrhundert war die Familie Goldschmidt aufgrund mehrerer Eheschließungen mit den Rothschilds verwandt. Mehrere Goldschmidts arbeiteten für verschiedene Rothschilds u. a. als Sekretäre, Kuriere, Chefbuchhalter und Agenten (Handelsvertreter).
Maximilian war der Sohn des Frankfurter Bankiers Benedikt Hayum Goldschmidt (1798–1873), Konsul des Großherzogtums Toskana, und der Jeanette Kann (1802–1848). Seine Schwester Henriette (1829–1904) heiratete 1854 den österreichischen Großhändler und Bankier Eduard Wiener von Welten (1822–1886). Maximilian hatte noch als Kind im Haus der Stammmutter der Rothschilds verkehrt und auch ihre Söhne Anselm, den Erben des Frankfurter Haupthauses, und Salomon, den Begründer des Wiener Hauses, persönlich gekannt.
1878 heiratete Maximilian in Frankfurt am Main Minna Karoline Freiin von Rothschild (* 18. November 1857; † 1. Mai 1903), die Tochter des Frankfurter Bankiers Wilhelm Carl Freiherr von Rothschild (1828–1901) und seiner Frau Hannah Mathilde von Rothschild (1832–1924). Maximilian und seine Frau Minna hatten fünf Kinder, von denen die drei Söhne Bestandteil eines eigenen Kapitels in Kurt von Reibnitz’ Gestalten rings um Hindenburg sind:
- Albert (1879–1941): Bankier. Er war unter Kaiser Wilhelm II. zeitweise deutscher Botschaftsattaché in London; Exil in der Schweiz. Er starb am 26. Dezember 1941 in Lausanne durch Suizid, nachdem ihm die Ausweisung aus der Schweiz drohte. Als einziges Familienmitglied kehrte seine Tochter Nadine von Mauthner (1927–2011) durch Heirat nach Frankfurt am Main zurück.
- Rudolph (1881–1962): Maler[14] und Kunstsammler, Erbe der Villa Rothschild,[15] Exil in der Schweiz, verheiratet mit Marie-Anne von Friedlaender-Fuld (1892–1973), Betty Lambert (1894–1969), Tochter von Léon Lambert (1851–1919) und Zoé Lucie Betty de Rothschild.
- Lilly Jeanette (1883–1929): Heiratete Philipp Schey de Koromla (1881–1957) (Wien), ein Enkel von Friedrich Schey von Koromla (1815–1881) und Neffe von Josef Schey von Koromla (1853–1938).
- Lucy Georgine Leontine (1891–1977): Verheiratet mit dem österreichischen Diplomaten und Sammler Edgar Spiegl, Edler von Thurnsee (1876–1931)[16].
- Erich Max Benedikt (1894–1987): Bankier, Exil in den USA, gründete dort die Egoro Corp.[17] Die Schwester von Betty Lambert Renée Eléonore Juliette Lambert (1899–1987) war seine langjährige Lebensgefährtin.